# Amphiglossus reticulatus
Amphiglossus reticulatus là một loài thằn lằn trong họ Scincidae. Loài này được Kaudern mô tả khoa học đầu tiên năm 1922.